# Escalos Fundeiros
Escalos Fundeiros é uma aldeia portuguesa do concelho de Pedrógão Grande, com 6,6 km² de área e 40 habitantes (2013). Atualmente, a desertificação das zonas do interior afeta praticamente todas do concelho onde os mais jovens emigraram para o estrangeiro ou para as zonas litorais à procura de melhores condições de vida.
Aqui, segundo as autoridades portuguesas, foi onde começou o Incêndio florestal de Pedrógão Grande em 2017, que matou 65 pessoas e ferindo outras 250.[carece de fontes?]